# Kelly Fremon Craig
Kelly Fremon Craig (Whittier (Californië), 1 januari 1981) is een Amerikaanse filmregisseuse en scenarioschrijster. Ze staat bekend om het regisseren en schrijven van de komische-dramafilm The Edge of Seventeen uit 2016.

## Levensloop
Craig werd geboren in Whittier, Californië en studeerde af aan de Universiteit van Californië - Irvine met een graad in Engelse literatuur. Ze begon met het schrijven van toneelstukken en poëzie op de universiteit, waarna ze stage liep bij de filmdivisie van Immortal Entertainment.
Ze ontwikkelde in de jaren 2000 verschillende scenario's, waaronder een moderne hervertelling van Cyrano de Bergerac op de middelbare school en een komische remake van de Franse dramafilm Confidences trop intimes uit 2004 voor Paramount Pictures. Craig zorgde ook voor de niet-genoemde herschrijvingen voor de Transformers-spin-offfilm Bumblebee uit 2018.
Met de film The Edge of Seventeen won ze bij de Detroit Film Critics Society Awards, New York Film Critics Circle Awards en op het Philadelphia Film Festival een filmprijs.
Craig woont in Los Angeles met haar man en dochter.

## Filmografie
| Jaar | Titel                                 | Regisseuse | Scenarist | Opmerkingen |
| ---- | ------------------------------------- | ---------- | --------- | ----------- |
| 2008 | Streak                                |            |           |             |
| 2009 | Post Grad                             |            |           |             |
| 2016 | The Edge of Seventeen                 |            |           |             |
| 2023 | Are You There God? It's Me, Margaret. |            |           |             |